# Siena Football Club 2024-2025
Questa voce raccoglie le informazioni riguardanti il Siena Football Club nelle competizioni ufficiali della stagione 2024-2025.

## Divise e sponsor
| Casa | Trasferta |

## Organigramma societario
Area direttiva
- Presidente: Simone Giacomini fino al 26 settembre 2024,[2][3] poi Jonas Bodin
- Presidente onorario: Simone Giacomini dal 26 settembre 2024[2]
- Vice presidente, direttore generale: Simone Farina
- Amministratore delegato: Ettore Dore

Area organizzativa
- Segretario sportivo, Team manager: Luigi Conte
- Magazziniere: Hodza Nermin

Area comunicazione
- Responsabile: Gabriele Parpiglia
- Ufficio stampa: Andrea Levorato

Area tecnica
- Direttore sportivo: Simone Guerri
- Allenatore: Lamberto Magrini
- Allenatore in seconda: Alessandro Barbieri
- Preparatore dei portieri: Giovanni Pascolini
- Preparatore atletico: Leonardo Ceccherini
- Medico Sociale: Dott. Domenico Di Mambro

## Rosa
| N. |                           | Ruolo | Calciatore                    |
| -- | ------------------------- | ----- | ----------------------------- |
| 1  | Italia (bandiera)         | P     | Andrea Giusti                 |
| 2  | Italia (bandiera)         | D     | Samuele Zichella              |
| 3  | Italia (bandiera)         | D     | Niccolò Ricchi                |
| 4  | Costa d'Avorio (bandiera) | D     | Emmanuel Achy                 |
| 5  | Italia (bandiera)         | D     | Enrico Biancon                |
| 6  | Italia (bandiera)         | D     | Daniele Cavallari             |
| 7  | Italia (bandiera)         | C     | Roberto Candido               |
| 8  | Italia (bandiera)         | C     | Tommaso Bianchi (capitano)    |
| 9  | Italia (bandiera)         | A     | Niccolò Giannetti             |
| 10 | Italia (bandiera)         | A     | Filippo Boccardi              |
| 11 | Italia (bandiera)         | A     | Elia Galligani                |
| 12 | Italia (bandiera)         | P     | Domiziano Tirelli             |
| 13 | Italia (bandiera)         | C     | Lorenzo Lollo (vice capitano) |

| N. |                    | Ruolo | Calciatore                |
| -- | ------------------ | ----- | ------------------------- |
| 14 | Italia (bandiera)  | C     | Alfred Hagbe              |
| 15 | Italia (bandiera)  | D     | Federico Fort             |
| 16 | Italia (bandiera)  | C     | Giovanni Farneti          |
| 17 | Italia (bandiera)  | A     | Vincenzo Di Gianni        |
| 21 | Polonia (bandiera) | A     | Leonardo Pescicani Krzysz |
| 23 | Italia (bandiera)  | D     | Gabriele Di Paola         |
| 24 | Italia (bandiera)  | C     | Alessandro Mastalli       |
| 26 | Italia (bandiera)  | D     | Andrea Morosi             |
| 28 | Italia (bandiera)  | C     | Bernardo Masini           |
| 30 | Italia (bandiera)  | A     | Mauro Semprini            |
| 34 | Italia (bandiera)  | A     | Federico Calamai          |
| 77 | Italia (bandiera)  | A     | Alessio Carbè             |
| 80 | Italia (bandiera)  | A     | Mattia Ruggiero           |
| 99 | Italia (bandiera)  | P     | Niccolò Stacchiotti       |

## Calciomercato

### Sessione estiva(dal 01/07 al 30/09)
| Acquisti         | Acquisti                  | Acquisti        | Acquisti   |
| R.               | Nome                      | da              | Modalità   |
| ---------------- | ------------------------- | --------------- | ---------- |
| P                | Niccolò Stacchiotti       | Gubbio          | definitivo |
| P                | Domiziano Tirelli         | Catania         | prestito   |
| D                | Niccolò Ricchi            | Rondinella      | definitivo |
| D                | Samuele Zichella          | Fulgens Foligno | definitivo |
| D                | Gabriele Di Paola         | Fiorentina      | prestito   |
| D                | Federico Fort             | Campobasso      | prestito   |
| C                | Alessandro Mastalli       |                 | svincolato |
| C                | Giovanni Farneti          |                 | svincolato |
| A                | Mauro Semprini            | Fermana         | definitivo |
| A                | Niccolò Giannetti         |                 | svincolato |
| A                | Leonardo Pescicani Krzysz | Terni           | definitivo |
| Altre operazioni |                           |                 |            |
| R.               | Nome                      | da              | Modalità   |
| A                | Mattia Ruggiero           | Notaresco       | definitivo |
| A                | Hamed Soumahoro           | Umbertide       | definitivo |
| A                | Vincenzo Di Gianni        | Lazio           | prestito   |
| A                | Alessio Carbè             | Atalanta        | prestito   |

| Cessioni         | Cessioni            | Cessioni  | Cessioni      |
| R.               | Nome                | a         | Modalità      |
| ---------------- | ------------------- | --------- | ------------- |
| P                | Filippo Siliberto   | Mazzola   | definitivo    |
| D                | Leonardo Bertelli   | Viareggio | definitivo    |
| D                | Giuseppe Agostinone |           | fine carriera |
| D                | Vittorio Pagani     | Legnano   | definitivo    |
| D                | Luca Leonardi       | Orbetello | definitivo    |
| C                | Alessio Cristiani   | Nocerina  | definitivo    |
| C                | Brian Musaj         | Crema     | definitivo    |
| A                | Leonardo Granado    | Rovigo    | definitivo    |
| A                | Giovanni Ricciardo  |           | svincolato    |
| A                | Giovanni Costanti   |           | svincolato    |
| Altre operazioni |                     |           |               |
| R.               | Nome                | a         | Modalità      |
| P                | Cheikh Adama Gueye  |           | svincolato    |
| C                | Ivan Aseged         |           | svincolato    |
| A                | Carlo Ravanelli     |           | svincolato    |

## Risultati

### Serie D

#### Girone di andata
| Arbitro: | Arnese (Teramo) |

|  |           |               |
|  | Marcatori | 88’ Galligani |

| Arbitro: | Iacopetti (Pistoia) |

|             |           |  |
| Farneti 87’ | Marcatori |  |

| Arbitro: | Toselli (Gradisca d'Isonzo) |

|               |           |  |
| Galligani 39’ | Marcatori |  |

| Ghivizzano 29 settembre 2024, ore 15:00 CEST 4ª giornata | Ghiviborgo     | 0 – 0 referto | Siena | Comunale\| Arbitro: \| Buzzone (Enna) \| |
| Arbitro:                                                 | Buzzone (Enna) |               |       |                                          |

| Arbitro: | Petraglione (Termoli) |

|                                 |           |                             |
| Mastalli 14’ Galligani 78’, 88’ | Marcatori | 23’ Bedini 25’ L. Benedetti |

| Orvieto 13 ottobre 2024, ore 15:00 CEST 6ª giornata | Orvietana                | 0 – 0 referto | Siena | Luigi Muzi\| Arbitro: \| Castelli (Ascoli Piceno) \| |
| Arbitro:                                            | Castelli (Ascoli Piceno) |               |       |                                                      |

| Arbitro: | Mazzer (Conegliano) |

|            |           |                                 |
| Ricchi 77’ | Marcatori | 40’ Rossetti 85’ (rig.) Dionisi |

| Arbitro: | Palmieri (Avellino) |

|                 |           |              |
| D. Vitiello 68’ | Marcatori | 54’ Boccardi |

| Arbitro: | Raineri (Como) |

|                                           |           |                |
| Della Spoletina 26’ (aut.) Semprini 90+2’ | Marcatori | 20’ Bargellini |

| Arbitro: | Aronne (Roma 1) |

|                   |           |  |
| Iaiunese 25’, 46’ | Marcatori |  |

| Arbitro: | Pasquetto (Crema) |

|  |           |                                    |
|  | Marcatori | 11’ (rig.) Tomassini 64’ Calderini |

| Arbitro: | Eremitaggio (Ancona) |

|           |           |                          |
| Remedi 3’ | Marcatori | 21’ Masini 76’ Giannetti |

| Arbitro: | Polizzotto (Palermo) |

|                  |           |                               |
| Pescicani K. 36’ | Marcatori | 54’ Ferri Marini 62’ Mencagli |

| Arbitro: | Menozzi (Treviso) |

|  |           |              |
|  | Marcatori | 61’ Boccardi |

| Siena 8 dicembre 2024, ore 14:30 CET 15ª giornata | Siena | – referto | Fezzanese | Artemio Franchi |

| Lido di Ostia 15 dicembre 2024, ore 14:30 CET 16ª giornata | Ostia Mare | – referto | Siena | Anco Marzio |

| Siena 22 dicembre 2024, ore 14:30 CET 17ª giornata | Siena | – referto | Grosseto | Artemio Franchi |

#### Girone di ritorno
| Siena 5 gennaio 2025, ore 14:30 CET 18ª giornata | Siena | – referto | San Donato Tavarnelle | Artemio Franchi |

| Montevarchi 12 gennaio 2025, ore 14:30 CET 19ª giornata | Montevarchi | – referto | Siena | Gastone Brilli Peri |

| Civita Castellana 19 gennaio 2025, ore 14:30 CET 20ª giornata | Flaminia CivitaCastellana | – referto | Siena | Turiddu Madami |

| Siena 26 gennaio 2025, ore 14:30 CET 21ª giornata | Siena | – referto | Ghiviborgo | Artemio Franchi |

| Seravezza 2 febbraio 2025, ore 14:30 CET 22ª giornata | Seravezza | – referto | Siena | Buon Riposo |

| Siena 9 febbraio 2025, ore 14:30 CET 23ª giornata | Siena | – referto | Orvietana | Artemio Franchi |

| Livorno 16 febbraio 2025, ore 14:30 CET 24ª giornata | Livorno | – referto | Siena | Armando Picchi |

| Siena 23 febbraio 2025, ore 14:30 CET 25ª giornata | Siena | – referto | Poggibonsi | Artemio Franchi |

| San Giovanni Valdarno 2 marzo 2025, ore 14:30 CET 26ª giornata | Sangiovannese | – referto | Siena | Virgilio Fedini |

| Siena 9 marzo 2025, ore 14:30 CET 27ª giornata | Siena | – referto | Terranuova Traiana | Artemio Franchi |

| Foligno 23 marzo 2024, ore 14:30 CET 28ª giornata | Fulgens Foligno | – referto | Siena | Enzo Blasone |

| Siena 30 marzo 2025, ore 15:00 CEST 29ª giornata | Siena | – referto | Figline | Artemio Franchi |

| Trestina 6 aprile 2025, ore 15:00 CEST 30ª giornata | Trestina | – referto | Siena | Lorenzo Casini |

| Siena 13 aprile 2025, ore 15:00 CEST 31ª giornata | Siena | – referto | Follonica Gavorrano | Artemio Franchi |

| Sarzana 17 aprile 2025, ore 15:00 CEST 32ª giornata | Fezzanese | – referto | Siena | Miro Luperi |

| Siena 27 aprile 2025, ore 15:00 CEST 33ª giornata | Siena | – referto | Ostia Mare | Artemio Franchi |

| Grosseto 4 maggio 2025, ore 15:00 CEST 34ª giornata | Grosseto | – referto | Siena | Carlo Zecchini |

### Coppa Italia Serie D

#### Turni eliminatori
| Arbitro: | Vincenzi (Bologna) |

|                                             |           |  |
| Doratiotto 30’ Vitali Borgarello 75’ (rig.) | Marcatori |  |

## Statistiche
Statistiche aggiornate al 1º dicembre 2024.

### Statistiche di squadra
| Competizione         | Punti | In casa | In casa | In casa | In casa | In casa | In casa | In trasferta | In trasferta | In trasferta | In trasferta | In trasferta | In trasferta | Totale | Totale | Totale | Totale | Totale | Totale | DR |
| Competizione         | Punti | G       | V       | N       | P       | Gf      | Gs      | G            | V            | N            | P            | Gf           | Gs           | G      | V      | N      | P      | Gf     | Gs     | DR |
| -------------------- | ----- | ------- | ------- | ------- | ------- | ------- | ------- | ------------ | ------------ | ------------ | ------------ | ------------ | ------------ | ------ | ------ | ------ | ------ | ------ | ------ | -- |
| Serie D              | 24    | 7       | 4       | 0       | 3       | 9       | 9       | 7            | 3            | 3            | 1            | 5            | 4            | 14     | 7      | 3      | 4      | 14     | 13     | +1 |
| Coppa Italia Serie D | -     | 0       | 0       | 0       | 0       | 0       | 0       | 1            | 0            | 0            | 1            | 0            | 2            | 1      | 0      | 0      | 1      | 0      | 2      | -2 |
| Totale               | -     | 7       | 4       | 0       | 3       | 9       | 9       | 8            | 3            | 3            | 2            | 5            | 6            | 15     | 7      | 3      | 5      | 14     | 15     | -1 |

### Andamento in campionato
| Giornata  | 1 | 2 | 3 | 4 | 5 | 6 | 7 | 8 | 9 | 10 | 11 | 12 | 13 | 14 | 15 | 16 | 17 | 18 | 19 | 20 | 21 | 22 | 23 | 24 | 25 | 26 | 27 | 28 | 29 | 30 | 31 | 32 | 33 | 34 |
| --------- | - | - | - | - | - | - | - | - | - | -- | -- | -- | -- | -- | -- | -- | -- | -- | -- | -- | -- | -- | -- | -- | -- | -- | -- | -- | -- | -- | -- | -- | -- | -- |
| Luogo     | T | C | C | T | C | T | C | T | C | T  | C  | T  | C  | T  | C  | T  | C  | C  | T  | T  | C  | T  | C  | T  | C  | T  | C  | T  | C  | T  | C  | T  | C  | T  |
| Risultato | V | V | V | N | V | N | P | N | V | P  | P  | V  | P  | V  |    |    |    |    |    |    |    |    |    |    |    |    |    |    |    |    |    |    |    |    |
| Posizione | 7 | 1 | 1 | 2 | 1 | 2 | 3 | 3 | 2 | 4  | 5  | 5  | 6  | 6  |    |    |    |    |    |    |    |    |    |    |    |    |    |    |    |    |    |    |    |    |

Fonte:  Classifica Serie D Girone E, su tuttocampo.it.
Legenda:

Luogo: C = Casa; T = Trasferta. Risultato: V = Vittoria; N = Pareggio; P = Sconfitta.

### Statistiche dei giocatori
Sono in corsivo i calciatori che hanno lasciato la squadra a stagione in corso.
| Giocatore           | Serie D  | Serie D | Serie D     | Serie D    | Coppa Italia Serie D | Coppa Italia Serie D | Coppa Italia Serie D | Coppa Italia Serie D | Totale   | Totale | Totale      | Totale     |
| Giocatore           | Presenze | Reti    | Ammonizioni | Espulsioni | Presenze             | Reti                 | Ammonizioni          | Espulsioni           | Presenze | Reti   | Ammonizioni | Espulsioni |
| ------------------- | -------- | ------- | ----------- | ---------- | -------------------- | -------------------- | -------------------- | -------------------- | -------- | ------ | ----------- | ---------- |
| E. Achy             | 12       | 0       | 3           | 1          | 1                    | 0                    | 0                    | 0                    | 13       | 0      | 3           | 1          |
| T. Bianchi          | 10       | 0       | 1           | 0          | 1                    | 0                    | 0                    | 0                    | 11       | 0      | 1           | 0          |
| E. Biancon          | 9        | 0       | 1           | 0          | 0                    | 0                    | 0                    | 0                    | 9        | 0      | 1           | 0          |
| F. Boccardi         | 12       | 2       | 1           | 0          | 1                    | 0                    | 0                    | 0                    | 13       | 2      | 1           | 0          |
| F. Calamai          | 2        | 0       | 0           | 0          | 0                    | 0                    | 0                    | 0                    | 2        | 0      | 0           | 0          |
| R. Candido          | 3        | 0       | 0           | 0          | 0                    | 0                    | 0                    | 0                    | 3        | 0      | 0           | 0          |
| A. Carbè            | 6        | 0       | 0           | 0          | 0                    | 0                    | 0                    | 0                    | 6        | 0      | 0           | 0          |
| D. Cavallari        | 14       | 0       | 3           | 0          | 1                    | 0                    | 0                    | 0                    | 15       | 0      | 3           | 0          |
| V. Di Gianni        | 3        | 0       | 0           | 0          | 1                    | 0                    | 0                    | 0                    | 4        | 0      | 0           | 0          |
| G. Di Paola         | 10       | 0       | 0           | 0          | 1                    | 0                    | 0                    | 0                    | 11       | 0      | 0           | 0          |
| G. Farneti          | 13       | 1       | 5           | 0          | 0                    | 0                    | 0                    | 0                    | 13       | 1      | 5           | 0          |
| F. Fort             | 4        | 0       | 0           | 0          | 0                    | 0                    | 0                    | 0                    | 4        | 0      | 0           | 0          |
| E. Galligani        | 14       | 4       | 3           | 0          | 1                    | 0                    | 0                    | 0                    | 15       | 4      | 3           | 0          |
| N. Giannetti        | 8        | 1       | 0           | 0          | 1                    | 0                    | 1                    | 0                    | 9        | 1      | 1           | 0          |
| A. Giusti           | 3        | -2      | 1           | 0          | 0                    | -0                   | 0                    | 0                    | 3        | -2     | 1           | 0          |
| A. Hagbe            | 3        | 0       | 0           | 0          | 0                    | 0                    | 0                    | 0                    | 3        | 0      | 0           | 0          |
| L. Lollo            | 11       | 0       | 3           | 0          | 1                    | 0                    | 1                    | 0                    | 12       | 0      | 4           | 0          |
| B. Masini           | 10       | 1       | 1           | 0          | 1                    | 0                    | 0                    | 0                    | 11       | 1      | 1           | 0          |
| A. Mastalli         | 14       | 1       | 4           | 0          | 1                    | 0                    | 0                    | 0                    | 15       | 1      | 4           | 0          |
| A. Morosi           | 13       | 0       | 3           | 0          | 0                    | 0                    | 0                    | 0                    | 13       | 0      | 3           | 0          |
| L. Pescicani Krzysz | 11       | 1       | 2           | 0          | 1                    | 0                    | 0                    | 0                    | 12       | 1      | 2           | 0          |
| N. Ricchi           | 13       | 1       | 4           | 0          | 1                    | 0                    | 1                    | 0                    | 14       | 1      | 5           | 0          |
| M. Ruggiero         | 2        | 0       | 0           | 0          | 1                    | 0                    | 0                    | 0                    | 3        | 0      | 0           | 0          |
| M. Semprini         | 10       | 1       | 2           | 0          | 0                    | 0                    | 0                    | 0                    | 10       | 1      | 2           | 0          |
| N. Stacchiotti      | 9        | -11     | 0           | 0          | 0                    | -0                   | 0                    | 0                    | 9        | -11    | 0           | 0          |
| D. Tirelli          | 2        | -2      | 0           | 0          | 1                    | -2                   | 0                    | 0                    | 3        | -4     | 0           | 0          |
| S. Zichella         | 3        | 0       | 0           | 0          | 1                    | 0                    | 0                    | 0                    | 4        | 0      | 0           | 0          |

## Giovanili

### Organigramma
Dal sito internet ufficiale della società.
Area direttiva
- Responsabile settore giovanile: Roberto Pierangioli
- Responsabile tecnico: Gill Voria

Area organizzativa
- Responsabile: Francesco Cataldo
- Responsabile segreteria: Bruno Melani
- Responsabili magazzino: Meris Reka, Marco Del Grande

Under 19
- Allenatore: Gill Voria
- Dirigente accompagnatore: Andrea Braccini

Under 17
- Allenatore: Massimo Vivarelli
- Dirigente accompagnatore: Andrea Bocci

Under 15
- Allenatore: Gianni Maestrini
- Dirigente accompagnatore: Francesco Cataldo

Esordienti
- Istruttore: Fabio Bonfiglio
- Dirigente accompagnatore: Francesco Dell'Olmo

Pulcini
- Istruttore: Alfons Muca
- Dirigente accompagnatore: Marco Del Grande

Area medica
- Responsabile: Raffaele Spidalieri

### Piazzamenti
- Juniores nazionali
  - Campionato: 10º nel girone H (in corso)
- Allievi provinciali: 2° (in corso)
- Giovanissimi provinciali: 1° (in corso)